# Alchemilla grossidens
Alchemilla grossidens es una especie de planta del género Alchemilla, perteneciente a la familia Rosaceae.

## Taxonomía
Alchemilla grossidens fue descrita por Robert Buser en 1892.

## Distribución
Se encuentra en el territorio de Austria, Francia, Italia y Suiza.